# Эндр (Атлантическая Луара)
Эндр (фр. Indre) — коммуна на западе Франции, находится в регионе Пеи-де-ла-Луар, департамент Атлантическая Луара, округ Нант, кантон Сент-Эрблен-1. Расположена в 7 км к западу от Нанта, на правом берегу реки Луара, в 4 к от национальной автомагистрали N444 и в 5 км от автомагистрали Е3 (N844). В 1 км к северу от центра коммуны находится железнодорожная станция Ла-Бас-Эндр-Сент-Эрблен линий Нант—Савене и Тур—Сен-Назер. Коммуна включает прибрежную часть (т.н. Бас-Эндр и От-Эндр), острова Ла-Мот и Эндре.
Население (2017) — 3 969 человек.

## История
Первое поселение в этом месте в конце V века основали саксы, прежде чем в 490 году осадить Нант. В 630 году епископ Нанта Паскье решил построить неподалеку от Нанта монастырь. Он обратился за помощью в Фонтенельское аббатство, пообещав выделить для основания монастыря место, которое монахи выберут сами. Святой Эрмелан, бывший монахом в Фонтенеле, был послан для этой цели с двенадцатью другими братьями. На двух лодках они спустились вниз по Луаре и высадились на острове, покрытом густыми лесами. Здесь они основали монастырь и две церкви в честь Святых Петра и Павла. Остров этот со временем слился с материком и стал центральной частью нынешней коммуны, получившей название Бас-Эндр. В 843 году этот монастырь был разрушен норманнами, спустившимися вниз по Луаре после разграбления Нанта. Позднее на его месте был основан приорат.
В 1005 году на расположенном у противоположного берега острове Эндре Будик, граф Нанта, построил замок, в котором в 1026 году была отпразднована свадьба его сестры Юдит с Аленом Кеньяром, графом Корнуая.
Остров Эндре принадлежал герцогам Бретани, которые также были и графами Нанта. После того, как Анна Бретонская вышла замуж за короля Карла VIII, он стал принадлежать французской короне. 
В 1588 году король Генрих II подарил остров губернатору Бретани герцогу де Меркёру, который восстановил почти полностью разрушенный замок. Впоследствии он стал собственностью Луи Дюплесси, сира де Генувиль, который в 1642 году передал его королю Людовику XIII в обмен на земли на острове Нант. В 1653 году регент Анна Австрийская отдала замок и прилегающие земли адмиралу Аврааму Дюкену в качестве благодарности за его участие в разгроме испанского флота в сражении при Бордо.
В 1777 году в Эндре был основан литейный завод, предназначенный для производства пушек для королевского флота, и Арсенал. Последний был желанной целью армии генерала Шаретта во время Вандейского восстания: мятеженики стремились завладеть Арсеналом, но не смогли переправиться через Луару в Нанте. 
В XIX веке Эндр становится важным центром металлургии — в 1821 году было основано большое предприятия по прокату металлов на основе бывшей верфи. Этот завод работает и сейчас, являясь частью металлургического гиганта ArcelorMittal. Спустя век, в 1920-х годах, в коммуне был построен завод по производству удобрений.

## Достопримечательности
- Шато Меркёр на острое Эндре
- Церковь Святого Эрмелана конца XIX века

## Экономика
Структура занятости населения:
- сельское хозяйство — 0,0 %
- промышленность — 51,4 %
- строительство — 4,2 %
- торговля, транспорт и сфера услуг — 29,4 %
- государственные и муниципальные службы — 15,0 %

Уровень безработицы (2017 год) — 10,7 % (Франция в целом — 13,4 %, департамент Атлантическая Луара — 11,6 %). 

Среднегодовой доход на 1 человека, евро (2017 год) — 22 250 (Франция в целом — 21 110, департамент Атлантическая Луара — 21 910).

## Демография
Динамика численности населения, чел.

## Администрация
Пост мэра Эндра с 2020 года занимает Антони Бертело (Anthony Berthelot). На муниципальных выборах 2020 года возглавляемый им левый блок победил во 2-м туре, получив 49,49 % голосов (из трех блоков).
| Период | Период | Фамилия         | Партия                  | Примечания                      |
| ------ | ------ | --------------- | ----------------------- | ------------------------------- |
| 1977   | 1983   | Морис Луайен    | Социалистическая партия |                                 |
| 1983   | 1989   | Жозеф Дебуа     | Социалистическая партия |                                 |
| 1983   | 2001   | Жак Барген      | Социалистическая партия |                                 |
| 2001   | 2006   | Альсид Макер    | Социалистическая партия |                                 |
| 2006   | 2014   | Жан-Люк Ле Дрен | Разные левые            | специалист по телекоммуникациям |
| 2014   | 2020   | Серж Дави       | Национальный фронт      | профессор                       |
| 2020   |        | Антони Бертело  | Разные левые            | социальный работник             |

## Знаменитые уроженцы
- Леонс-Анри Бюрель (1892-1977), кинооператор

## Галерея
- Церковь Святого Эрмелана
- Луара в районе Эндра